# Lokalstation 107,8 Mhz
|  | Denne artikel er oprettet af botten PalnaBot ud fra en ekstern database. Den kan derfor have sproglige fejl eller mangler. Denne skabelon kan fjernes efter kontrol af indholdet. |

Lokalstation 107,8 Mhz er en kortfilm instrueret af Jenö Farkas efter manuskript af Jens Asbjørn Seehuusen.

## Handling
Kan Europa overleve den amerikanske kulturbølge? Produceret for THE STATE OF EUROPE, et europæisk værkstedsprojekt i samarbejde med Channel 4 i London.